# توميسلاف كاراديتش
توميسلاف كاراديتش (بالصربية: Томислав Караџић)‏ هو لاعب كرة قدم صربي، ولد في 10 فبراير 1939 في Petnjica ‏ في الجبل الأسود.